# Liste der Erhebungen in den Reichsfürstenstand
Die Liste der Erhebungen in den Reichsfürstenstand erfasst die in der Frühen Neuzeit bis zum Ende des Heiligen Römischen Reiches Deutscher Nation 1806 durch den römisch-deutschen Kaiser vorgenommenen Verleihungen des Titels Reichsfürst.

## Geschichte
1521 zählten zu den geistlichen Reichsfürsten die vier Erzbischöfe von Magdeburg, Salzburg, Besançon und Bremen sowie 46 Bischöfe, deren Zahl sich durch die Reformation bis 1792 auf die zwei Erzbischöfe und 22 Bischöfe reduzierte.
Im Gegensatz dazu erhöhte sich die Anzahl der weltlichen Reichsfürsten auf mehr als das Doppelte. 1521 gab es nur 24 weltliche Reichsfürsten. Im ausgehenden 18. Jahrhundert hingegen 61 stimmberechtigte weltliche Reichsfürsten im Reichsfürstenrat. 1582 wurde auf dem Augsburger Reichstag die Anzahl der Reichsfürsten durch dynastische Zufälle eingeschränkt und die Reichsstandschaft an das Territorium des Fürsten (Fürstentum) gebunden.
Daneben gab es zunehmend die Reichs-Titularfürsten, die – ohne die Reichsstandschaft zu erlangen – durch den Kaiser den Fürstentitel nur als Standeserhöhung verliehen bekamen, ohne dass damit politische Rechte verbunden waren. Diese neuen Fürsten waren bemüht, reichsunmittelbare Territorien zu erwerben. Dies war nicht immer erfolgreich.

## (Titular-)Reichsfürsten, geordnet nach dem Jahr der Verleihung des Titels
- 1515 Mikołaj Radziwiłł (durch Kaiser Maximilian I.)
- 1529 Wolter von Plettenberg
- 1524 Augustin von Monaco
- 1547 Mikołaj Radziwiłł Czarny
- 1566 Peter II. Erdődy
- 1576 Margaretha von der Marck-Arenberg
- 1594 Peter Ernst II. von Mansfeld
- 1600 Abraham II. von Dohna
- 1620 Karl I. von Liechtenstein
- 1623 Johann Georg von Hohenzollern-Hechingen; Johann von Hohenzollern-Sigmaringen; Zdeněk Vojtěch Popel von Lobkowitz; Maximilian von Liechtenstein; Gundaker von Liechtenstein; Philipp Otto zu Salm; Hans Ulrich von Eggenberg; Rheingrafen
- 1624 Dietrichstein (Adelsgeschlecht); Franz Seraph von Dietrichstein
- 1637 Dönhoff
- 1650 Ottavio Piccolomini
- 1652 Johann Moritz Fürst von Nassau-Siegen
- 1653 Auersperg
- 1654 Cirksena; Nassau-Dillenburg
- 1655 Heinrich Casimir II. (Nassau-Dietz)
- 1664 Hermann Egon von Fürstenberg-Heiligenberg und dessen Brüder
- 1670 Johann Adolf I. zu Schwarzenberg
- 1674 Grafen von Oettingen-Oettingen; Christine Luise von Oettingen-Oettingen
- 1682 Johann Caspar von Ampringen; Georg Friedrich (Waldeck-Eisenberg)
- 1684 Siegmund von Dietrichstein
- 1687 Paul I. Esterházy de Galantha
- 1689 Albrecht von Sachsen-Gotha-Altenburg; Leopold Philipp Montecuccoli
- 1697 Schwarzburg-Rudolstadt; Schwarzburg-Sondershausen
- 1707 Leopold Mathias Sigismund von Lamberg
- 1711 Maximilian Karl Albrecht Fürst zu Löwenstein-Wertheim; Johann Leopold Graf Trautson; Weißpriach (Adelsgeschlecht)
- 1720 Simon Henrich Adolph zur Lippe
- 1712 Friedrich Anton Ulrich von Waldeck
- 1723 Joseph Wilhelm Ernst zu Fürstenberg-Stühlingen; Beauvau (Adelsgeschlecht)
- 1736 Horn (niederländisch-belgisches Adelsgeschlecht)
- 1742 Friedrich Carl zu Stolberg-Gedern; Georg zu Solms-Braunfels; Ernst zu Solms-Braunfels; Georg Friedrich zu Solms-Braunfels
- 1747 Kinsky
- 1752 Sułkowski
- 1763 Hieronymus Franz de Paula Josef Graf Colloredo von Waldsee und Mels
- 1764 Friedrich II. von Hohenlohe-(Neuenstein-)Oehringen; Ludwig zu Hohenlohe-Langenburg; Johann Joseph von Khevenhüller-Metsch
- 1767 Clary und Aldringen
- 1769 Paar (Adelsgeschlecht); Thurn und Taxis
- 1774 Alexandre-Marie-Léonor de Saint-Mauris de Montbarrey
- 1777 Vinzenz Joseph von Schrattenbach
- 1778 Heinrich XI. Fürst Reuß
- 1790 Schönburg (Adelsgeschlecht); Franz Xaver Wolfgang von Orsini-Rosenberg; Reuß-Lobenstein; Vinzenz von Orsini-Rosenberg
- 1792 Christian Heinrich zu Sayn-Wittgenstein-Berleburg
- 1803 Fugger-Babenhausen; Sinzendorf (Adelsgeschlecht); Joseph Anton von Waldburg-Wolfegg-Waldsee; Waldburg-Zeil
- 1804 Wilhelm zu Sayn-Wittgenstein-Hohenstein; Wilhelm zu Sayn-Wittgenstein-Hohenstein; Windisch-Graetz
- 1805 Ferdinand von Trauttmansdorff
- 1806 Haus Reuß